# جون دوريا
جون دوريا (بالإنجليزية: John Duryea)‏ هو قسيس أمريكي، ولد في 19 يناير 1918، وتوفي في 22 يوليو 2006.